# 독일의 공휴일
독일의 공휴일은 다음과 같다. 전국 공휴일과 주별 공휴일이 따로 있다.

## 전국 공휴일
| 날짜             | 공휴일 이름             | 비 고                          |
| ---------------- | ----------------------- | ------------------------------ |
| 1월 1일          | 새해 첫날               |                                |
| 3 ~ 4월 중(이동) | 성금요일                | 부활절 이틀 전                 |
| 3 ~ 4월 중(이동) | 이스터 먼데이           | 부활절 다음날                  |
| 5월 1일          | 노동절                  |                                |
| 5 ~ 6월 중(이동) | 주님 승천 대축일        | 부활절로부터 39일 후           |
| 5 ~ 6월 중(이동) | 성령 강림 대축일 다음날 | 부활절로부터 50일 후           |
| 10월 3일         | 독일 통일의 날          | 1990년 독일의 통일이 이루어짐. |
| 12월 25일        | 크리스마스              |                                |
| 12월 26일        | 성 스테파노 축일        |                                |

## 독일의 공휴일 관습
어드벤트 캘린더 (Adventskalender) : Advent 시즌 동안 독일의 어린이들은 어드벤트 캘린더를 열기를 열망한다. 이 캘린더에는 24개의 문이 있으며 각각 작은 간식을 나타내어 크리스마스까지의 날을 세는 데 도움을 준다.
세인트 마틴 데이 (Martinstag) : 11월 11일의 세인트 마틴 데이는 유쾌한 무지개색 등불 행렬을 통해 겨울의 어둠 속에서 빛을 상징한다. 어린이들은 다양한 색상의 등불을 가지고 거리를 걷며 노래를 부른다.
카니발 (Karneval) : 카니발은 주로 라인란드 지역에서 축하하는 화려한 퍼레이드, 복장 및 축제의 시기이다. 이것은 렌트 기간이 시작되기 전에 즐거운 시기이다.
실베스터(Silvester) : 실베스터, 또는 뉴 이어즈 이브,는 기쁜 축제의 밤이다. 불꽃놀이가 하늘을 밝히며 독일인들은 친구와 가족과 함께 새해를 맞이한다.

## 주별 공휴일
| 날짜                         | 공휴일 이름                 | 적용하는 주                                                                    | 비고 |
| ---------------------------- | --------------------------- | ------------------------------------------------------------------------------ | ---- |
| 1월 6일                      | 주님 공현 대축일            | 바덴뷔르템베르크, 바이에른, 작센안할트                                         |      |
| 5 ~ 6월 중(이동)             | 그리스도의 성체 성혈 대축일 | 바덴뷔르템베르크, 바이에른, 헤센, 노르트라인베스트팔렌, 라인란트팔츠, 자를란트 |      |
| 8월 8일                      | 평화 축전                   |                                                                                |      |
| 8월 15일                     | 성모 승천 대축일            | 자를란트, 바이에른                                                             |      |
| 10월 31일                    | 종교개혁기념일              | 브란덴부르크, 메클렌부르크포어포메른, 작센, 작센안할트, 튀링엔                 |      |
| 11월 1일                     | 모든 성인 대축일            | 바덴뷔르템베르크, 바이에른, 노르트라인베스트팔렌, 라인란트팔츠, 자를란트       |      |
| 11월 16 ~ 22일 사이의 수요일 | 속죄의 날                   | 작센                                                                           |      |